# Universidade Saint Louis
A Universidade São Luis ( SLU ) é uma universidade de pesquisa jesuíta privada com campus em St. Louis, Missouri, Estados Unidos, e Madrid, Espanha. Fundada em 1818 por Louis William Valentine DuBourg, é a universidade mais antiga a oeste do rio Mississippi e a segunda universidade jesuíta mais antiga dos Estados Unidos. É uma das 27 instituições membros da Associação de Faculdades e Universidades Jesuítas. A universidade é credenciada pela North Central Association of Colleges and Secondary Schools.
No ano acadêmico de 2019-20, SLU teve uma matrícula de 12.546 alunos, com um adicional de 7.101 alunos matriculados em seu 1818 Advanced College Credit Program. O corpo discente incluiu 8.072 alunos de graduação e 4.474 alunos de pós-graduação que representam todos os 50 estados e mais de 82 países estrangeiros.  A universidade é classificada como Universidade Pesquisa II pela Classificação Carnegie de Instituições de Ensino Superior.
Por mais de 50 anos, a universidade manteve um campus em Madrid, Espanha. O campus de Madrid foi o primeiro campus independente operado por uma universidade americana na Europa e a primeira instituição americana a ser reconhecida pela autoridade de ensino superior da Espanha como uma universidade estrangeira oficial. O campus tem 850 alunos, um corpo docente de 110, uma média de turmas de 17 e uma proporção aluno-professor de 12: 1.
As equipes atléticas da SLU competem na Divisão I da National Collegiate Athletic Association e são membros da Atlantic 10 Conference.

## História
A Saint Louis University tem suas origens na Saint Louis Academy, fundada em 16 de novembro de 1818 pelo Reverendíssimo Louis William Valentine DuBourg, Bispo da Louisiana e da Flórida, e colocada sob os cuidados do Reverendo François Niel e outros do secular clero ligado à Catedral de Saint Louis. A sua primeira localização foi em uma residência particular perto do rio Mississippi, em uma área agora ocupada pelo Jefferson National Expansion Memorial dentro da Arquidiocese de Saint Louis.
Já tendo um prédio de dois andares para os 65 alunos usando a biblioteca pessoal do Bispo Dubourg de 8.000 volumes para seus materiais impressos, o nome Saint Louis Academy foi mudado em 1820 para Saint Louis College (enquanto a divisão da escola secundária permaneceu Saint Louis Academy, agora conhecida como St. Louis University High School ). Em 1827, o bispo Dubourg colocou o Saint Louis College aos cuidados da Companhia de Jesus. Não muito depois disso, ele recebeu seu estatuto de universidade por ato do Legislativo do Missouri. Em 1829, mudou-se para a Washington Avenue e Ninth no local do atual America's Center perto do The Dome at America's Center. Em 1852, a universidade e seus padres professores foram o tema de um romance cruelmente anticatólico, Os Mistérios de St. Louis, escrito pelo editor de jornal Henry Boernstein, cujo jornal popular, o Anzeiger des Westens, também era inimigo da universidade.

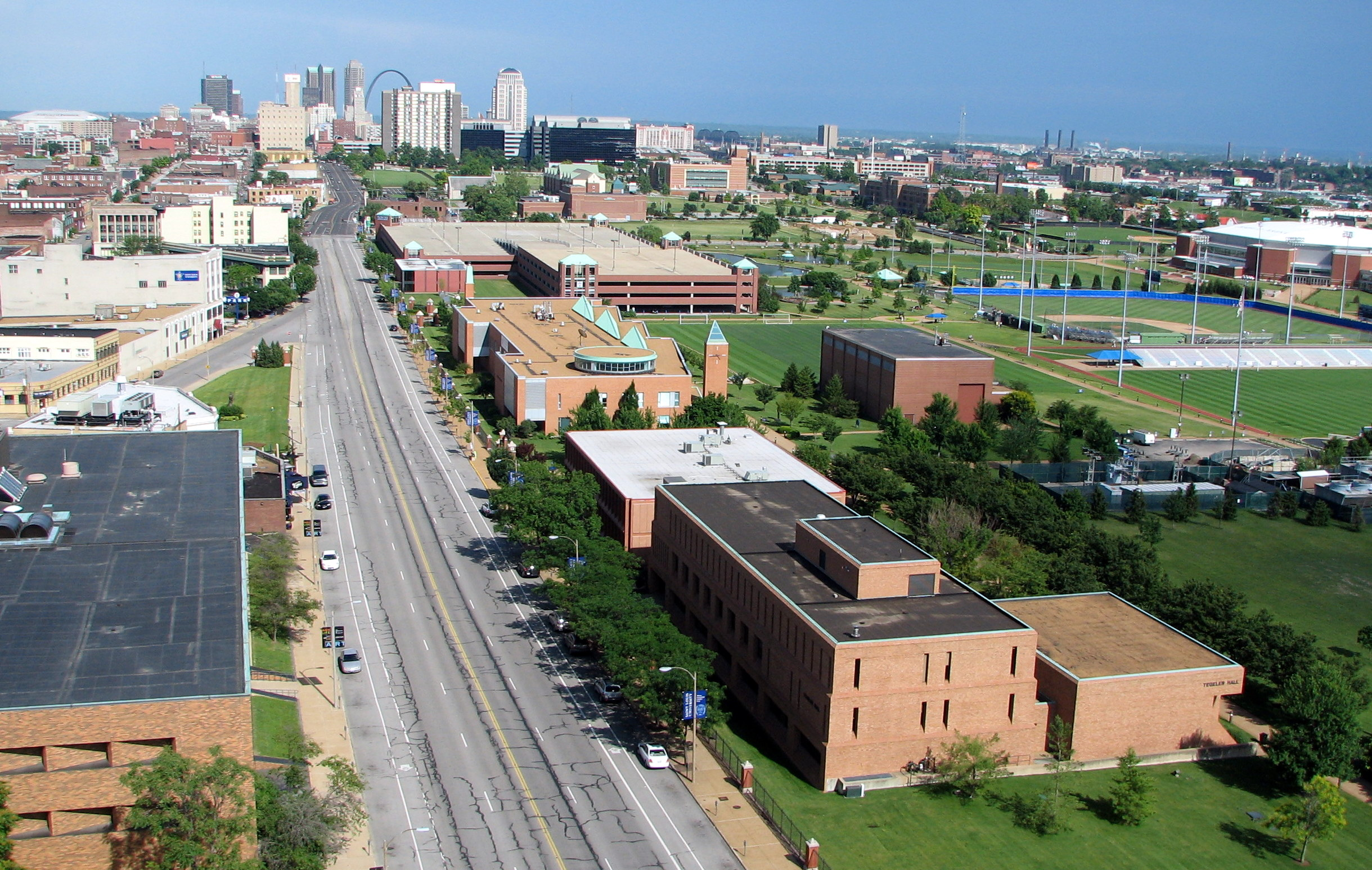
Bairro NE do Frost Campus com a Parks College of Engineering, Aviation, and Technology

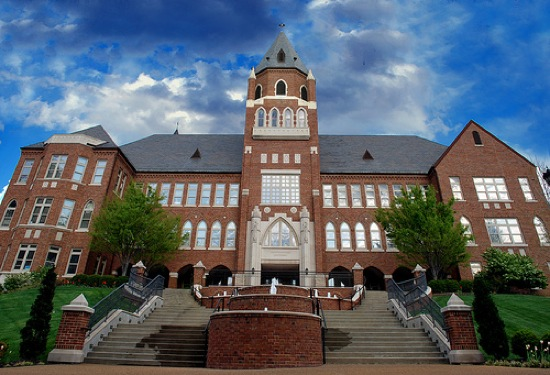
Escola de Negócios Richard A. Chaifetz

- 1818 - Primeira instituição de ensino superior a oeste do Rio Mississippi[9]
- 1832 - Primeiros programas de pós-graduação a oeste do Rio Mississippi[9]
- 1836 - Primeira escola de medicina a oeste do rio Mississippi[9]
- 1843 - Primeiro no Ocidente a abrir uma escola de direito[9]
- 1906 - Primeiro passe para frente na história do futebol[9]
- 1908 - Primeiras alunas admitidas[9]
- 1910 - Primeira escola de negócios a oeste do rio Mississippi[9]
- 1925 - Primeiro departamento de geofísica do Hemisfério Ocidental[9]
- 1927 - Primeira escola de aviação com licença federal[9]
- 1929 - Primeira mulher graduada com doutorado, Madre Marie Kernaghan[9]
- 1944 - Primeira universidade no Missouri a estabelecer uma política oficial de admissão de estudantes afro-americanos, integrando seu corpo discente[10]
- 1949 - Primeiras turmas mistas, na Faculdade de Artes e Ciências[9]
- 1956 - Marguerite Hall, primeira residência para mulheres, é inaugurada.[9]
- 1959 - Primeiro programa de crédito duplo a oeste do Mississippi, denominado Projeto 1818 e agora conhecido como Programa de Crédito Advanced College de 1818[9]
- 1967 - Primeira grande instituição católica do mundo com um conselho integrado de curadores religiosos e leigos
- 1972 - Primeiro transplante de coração humano em Missouri[9]
- 2000 - Primeiro grau de Doutor em Filosofia (Ph.D.) em aviação no mundo concedido

## Campus
O campus da SLU em Midtown St. Louis consiste em mais de 282 acres (114,1 ha) de terreno, com 129 prédios no campus. A Escola de Direito está localizada no centro de St. Louis, em Scott Hall.
Para o ano letivo de 2018–19, a universidade instalou 2.300 Echo Dots, o hardware para a "assistente inteligente" da Amazon, Alexa, nos dormitórios dos alunos. SLU é a primeira faculdade ou universidade nos Estados Unidos a levar um dispositivo habilitado para Amazon Alexa a todos os apartamentos ou dormitórios estudantis do campus.

### Bibliotecas e museus
A Saint Louis University possui quatro bibliotecas. A Biblioteca Memorial Pio XII é a biblioteca acadêmica geral. Possui mais de 1 milhão de livros, 6.000 assinaturas de periódicos e 140 bancos de dados eletrônicos. As recentes renovações incluem mais assentos e áreas de estudo, zonas designadas de ruído e a criação de um Academic Technology Commons. A Biblioteca de Filmes do Vaticano dos Cavaleiros de Colombo possui uma coleção exclusiva de microfilmes com foco nos manuscritos armazenados na Biblioteca Apostólica Vaticana. A Omer Poos Law Library abriga a coleção de leis e faz parte da Escola de Direito. A Biblioteca do Centro Médico atende à comunidade médica e de saúde da SLU.
Todos os anos, os Associados da Biblioteca da Universidade de Saint Louis oferecem o Prêmio Literário de St. Louis a uma figura ilustre da literatura. Sir Salman Rushdie recebeu o Prêmio Literário de 2009. EL Doctorow recebeu o Prêmio Literário de Saint Louis em 2008.
A universidade também tem três museus, o Museu de Arte Religiosa Contemporânea (MOCRA), o Museu de Arte da Universidade de Saint Louis (SLUMA), e as históricas Samuel Cupples House e McNamee Gallery.

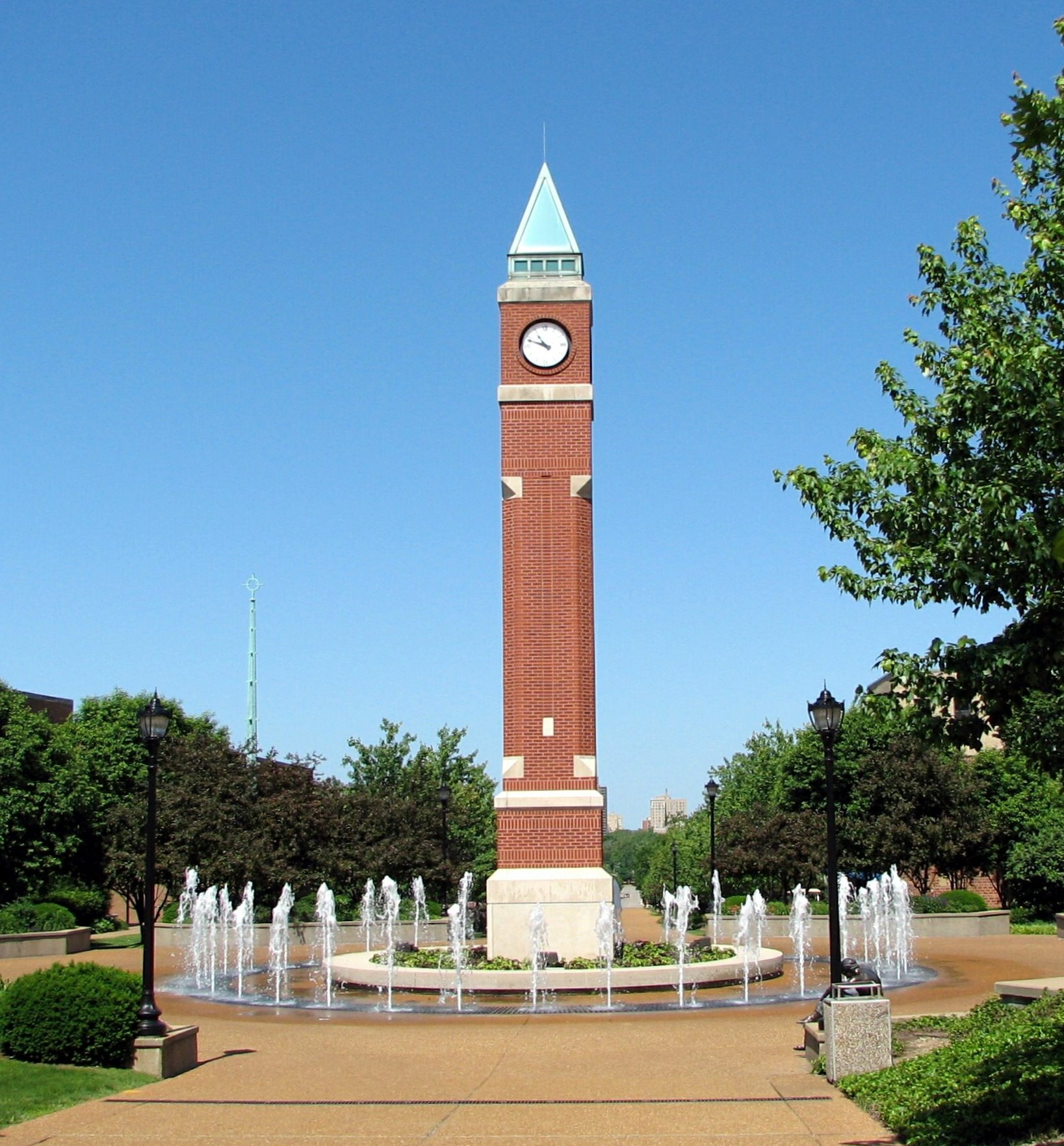
Joseph G. Lipic Clock Tower Plaza

### Torre do Relógio
Construída em 1993, a torre do relógio da Saint Louis University isolou o campus do restante da West Pine Avenue. Seu sistema elétrico de relógio de torre usa um pêndulo para girar os ponteiros dos relógios, com um dispositivo de cristal de quartzo para manter a hora certa. As fontes na base são controladas por um sensor que ajusta a altura da água de acordo com os ventos predominantes. A praça ao redor se tornou um centro da vida no campus, hospedando reuniões sociais, protestos, eventos filantrópicos patrocinados pelas fraternidades e irmandades da escola, e assim por diante.
Em 2011, a torre do relógio e a área ao redor foram renomeadas em homenagem a um ex-aluno de destaque como Joseph G. Lipic Clock Tower Plaza.